# Michał Stefan Trzciński
Michał Stefan Trzciński herbu Ślepowron (zm. w 1743 roku) – chorąży lubelski w latach 1739–1743, stolnik lubelski w latach 1725–1739, skarbnik lubelski w latach 1714–1725, sędzia grodzki lubelski w latach 1725-1731.
Był konsyliarzem województwa sandomierskiego w konfederacji tarnogrodzkiej 1715 roku. Był sędzią kapturowym, konsyliarzem i delegatem województwa lubelskiego w konfederacji dzikowskiej 1734 roku.